# Oreșak, Loveci
Oreșak (în bulgară Орешак) este un sat în comuna Troian, regiunea Loveci,  Bulgaria. 

## Demografie
Componența etnică a satului Oreșak
     Bulgari (94,67%)
     Romi (1,52%)
     Nicio identificare (3,18%)
     Altele (0,61%)
La recensământul din 2011, populația satului Oreșak era de 2.102 locuitori. Din punct de vedere etnic, majoritatea locuitorilor (94,67%) erau bulgari, cu o minoritate de romi (1,52%). Pentru 3,18% din locuitori nu este cunoscută apartenența etnică.